# Xeromelissa wilmattae
Xeromelissa wilmattae är en biart som beskrevs av Cockerell 1926. Xeromelissa wilmattae ingår i släktet Xeromelissa och familjen korttungebin. Inga underarter finns listade i Catalogue of Life.